# FA Cup (Thailand) 2020/21
Der thailändische FA Cup 2020/21 (thailändisch ไทยเอฟเอคัพ) war die 25. Saison eines Ko-Fußballwettbewerbs in Thailand. Der FA Cup wurde vom Getränkehersteller Chang gesponsert und ist aus Sponsoringzwecken auch als Chang FA Cup (thailändisch ช้าง เอ ฟ เอ คั พ) bekannt. Das Turnier wurde vom thailändischen Fußballverband organisiert. Er begann mit der Qualifikationsrunde am 30. September 2020 und endete mit dem Finale am 11. April 2021.

## Termine
| Runde               | Datum               |
| ------------------- | ------------------- |
| Qualifikationsrunde | 30. September 2020  |
| 1. Runde            | 7./8. November 2020 |
| 2. Runde            | 5./6. Dezember 2020 |
| Achtelfinale        | 3. Februar 2021     |
| Viertelfinale       | 3. April 2021       |
| Halbfinale          | 7. April 2021       |
| Finale              | 11. April 2021      |

## Resultate und Begegnungen

### Qualifikationsrunde
| Datum                           |                                   | Ergebnis              |                                  |
| ------------------------------- | --------------------------------- | --------------------- | -------------------------------- |
| 30. September 2020 um 15:30 Uhr | Nongbua Pitchaya FC               | 6:0                   | Namphong United                  |
| 30. September 2020 um 15:30 Uhr | Surin City FC                     | 2:2 n. V. (4:5 i. E.) | Techno Sawang FC                 |
| 30. September 2020 um 15:30 Uhr | Kalasin Sauropod FC               | 2:0                   | Chaiyaphum Changsuek             |
| 30. September 2020 um 15:30 Uhr | Pakchong SCK                      | 3:0                   | Bang Khun Thin United            |
| 30. September 2020 um 15:30 Uhr | Ubon Kids City                    | 2:2 n. V. (5:6 i. E.) | Kranuan FC                       |
| 30. September 2020 um 15:30 Uhr | Krabi FC                          | 7:2                   | Samut Songkhram Junior FC        |
| 30. September 2020 um 15:30 Uhr | Kabin United FC                   | 0:0 n. V. (4:5 i. E.) | Banbueng FC                      |
| 30. September 2020 um 15:30 Uhr | Muangkan United FC                | 7:0                   | Aidinsport Thailand              |
| 30. September 2020 um 15:30 Uhr | Kanthararom United                | 1:3                   | Khon Kaen FC                     |
| 30. September 2020 um 15:30 Uhr | Pluakdaeng United FC              | 3:2                   | Khon Kaen United FC              |
| 30. September 2020 um 15:30 Uhr | Suwannaphum United                | 6:0                   | Pakkert City                     |
| 30. September 2020 um 15:30 Uhr | Udon United FC                    | 4:3                   | Phitsanulok FC                   |
| 30. September 2020 um 15:30 Uhr | Maejo United FC                   | 2:2 n. V. (4:2 i. E.) | Pattaya Discovery United FC      |
| 30. September 2020 um 15:30 Uhr | Khon Kaen Mordindang FC           | 1:1 n. V. (5:4 i. E.) | Sisaket FC                       |
| 30. September 2020 um 15:30 Uhr | Bangkok FC                        | 7:0                   | Roi Et FC 2018                   |
| 30. September 2020 um 15:30 Uhr | Hippo FC                          | 1:2                   | See Khwae City FC                |
| 30. September 2020 um 15:30 Uhr | Koh Kwang FC                      | 0:2                   | Chiangrai City FC                |
| 30. September 2020 um 15:30 Uhr | Nakon Ratchasima United FC        | 2:2 n. V. (4:5 i. E.) | Lamphun Warrior FC               |
| 30. September 2020 um 15:30 Uhr | Sing Ubon FC                      | 2:3                   | Don Muang Police Station         |
| 30. September 2020 um 15:30 Uhr | Kamphaengphet FC                  | 5:0                   | IESA Ayutthaya                   |
| 30. September 2020 um 15:30 Uhr | Surat Thani City FC               | 1:1 n. V. (4:5 i. E.) | Songkhla FC                      |
| 30. September 2020 um 15:30 Uhr | Wat Bot City FC                   | 3:0                   | Siam FC                          |
| 30. September 2020 um 15:30 Uhr | Raj-Pracha FC                     | 2:0                   | JT Football Club                 |
| 30. September 2020 um 18:00 Uhr | Nonthaburi United S.Boonmeerit FC | 8:1                   | Nakhon Ratchasima Prokick United |
| 30. September 2020 um 18:00 Uhr | MOF Customs United FC             | 0:0 n. V. (4:1 i. E.) | Uthai Thani FC                   |
| 30. September 2020 um 18:00 Uhr | Chiangmai United FC               | -:-                   | Samut Prakan FC                  |
| 30. September 2020 um 18:30 Uhr | Chachoengsao Hi-Tek FC            | 3:0                   | Rasisalai United FC              |
| 30. September 2020 um 19:00 Uhr | Nakhon Pathom United FC           | 2:2 n. V. (1:3 i. E.) | Chainat Hornbill FC              |

### 1. Runde
| Datum                         |                                          | Ergebnis |                                   |
| ----------------------------- | ---------------------------------------- | -------- | --------------------------------- |
| 7. November 2020 um 15:00 Uhr | Bangkok FC                               | 2:4 n. V | Port FC                           |
| 7. November 2020 um 15:00 Uhr | Sawankhalok United                       | 0:4      | Ayutthaya FC                      |
| 7. November 2020 um 15:00 Uhr | Muangkan United FC                       | 11:0     | Namphong City FC                  |
| 7. November 2020 um 15:00 Uhr | Buengsaman FC                            | 2:3      | Navy FC                           |
| 7. November 2020 um 15:00 Uhr | Khon Kaen Mordindang FC                  | 0:7      | PT Prachuap FC                    |
| 7. November 2020 um 15:00 Uhr | Pakchong SCK                             | 0:1      | Don Muang Police Station          |
| 7. November 2020 um 15:00 Uhr | Techno Sawang FC                         | 0:1      | Dome FC                           |
| 7. November 2020 um 15:00 Uhr | Nakhon Ratchasima Municipal Sport School | 0:3      | MOF Customs United FC             |
| 7. November 2020 um 15:00 Uhr | Songkhla FC                              | 9:0      | Suwannaphum United                |
| 7. November 2020 um 17:00 Uhr | Nakhon Ratchasima FC                     | 0:1      | Samut Prakan City FC              |
| 7. November 2020 um 17:00 Uhr | Raj-Pracha FC                            | 1:4      | Police Tero FC                    |
| 7. November 2020 um 18:00 Uhr | Bangkok United                           | 5:1      | Kasem Bundit University FC        |
| 7. November 2020 um 18:00 Uhr | Nongbua Pitchaya FC                      | 1:0      | Chiangmai United FC               |
| 7. November 2020 um 18:00 Uhr | Buriram United                           | 9:0      | Samut Songkhram FC                |
| 7. November 2020 um 18:00 Uhr | Sukhothai FC                             | 9:1      | Surindra YMA FC                   |
| 7. November 2020 um 18:00 Uhr | Chiangrai United                         | 2:1      | Nonthaburi United S.Boonmeerit FC |
| 8. November 2020 um 15:00 Uhr | Kranuan FC                               | 0:5      | Muang Loei United FC              |
| 8. November 2020 um 15:00 Uhr | Banbueng FC                              | 2:3      | Udon United FC                    |
| 8. November 2020 um 15:00 Uhr | Prachinburi City FC                      | 1:3      | Ratchaburi Mitr Phol              |
| 8. November 2020 um 15:00 Uhr | Maejo United FC                          | 2:0      | Chachoengsao Hi-Tek FC            |
| 8. November 2020 um 15:00 Uhr | Kamphaengphet FC                         | 0:1      | Chiangrai City FC                 |
| 8. November 2020 um 15:00 Uhr | Wat Bot City FC                          | 3:2 n. V | Bankhai United FC                 |
| 8. November 2020 um 15:00 Uhr | Pluakdaeng United FC                     | 6:1      | Nakhon Nayok FC                   |
| 8. November 2020 um 15:00 Uhr | See Khwae City FC                        | 0:1      | Lamphun Warrior FC                |
| 8. November 2020 um 15:00 Uhr | Kalasin Sauropod FC                      | 0:7      | Chonburi FC                       |
| 8. November 2020 um 17:00 Uhr | Chiangmai FC                             | 3:1 n. V | Uttaradit FC                      |
| 8. November 2020 um 17:00 Uhr | Marines Eureka FC                        | 1:4      | Suphanburi FC                     |
| 8. November 2020 um 17:00 Uhr | Lampang FC                               | 2:0      | Khon Kaen FC                      |
| 8. November 2020 um 18:00 Uhr | Chainat Hornbill FC                      | 0:1      | Trat FC                           |
| 8. November 2020 um 18:00 Uhr | Udon Thani FC                            | 1:2 n. V | BG Pathum United FC               |
| 8. November 2020 um 18:00 Uhr | Rayong FC                                | 3:1      | Krabi FC                          |
| 8. November 2020 um 19:00 Uhr | Muangthong United                        | 10:0     | Phatthana Nikhom City             |

### 2. Runde
| Datum                          |                      | Ergebnis |                          |
| ------------------------------ | -------------------- | -------- | ------------------------ |
| 5. Dezember 2020 um 15:00 Uhr  | Muangkan United FC   | 3:0      | Don Muang Police Station |
| 5. Dezember 2020 um 15:00 Uhr  | Udon United FC       | 2:0      | Navy FC                  |
| 5. Dezember 2020 um 18:00 Uhr  | Samut Prakan City FC | 3:0      | Maejo United FC          |
| 5. Dezember 2020 um 18:00 Uhr  | Bangkok United       | 7:2      | Chiangrai City FC        |
| 5. Dezember 2020 um 18:00 Uhr  | Lamphun Warrior FC   | 1:2      | Chonburi FC              |
| 5. Dezember 2020 um 18:00 Uhr  | Nongbua Pitchaya FC  | 2:1      | PT Prachuap FC           |
| 5. Dezember 2020 um 19:00 Uhr  | Rayong FC            | 1:3      | Ratchaburi Mitr Phol     |
| 6. Dezember 2020 um 15:00 Uhr  | Muang Loei United FC | 1:0 n. V | Ayutthaya FC             |
| 6. Dezember 2020 um 15:00 Uhr  | Pluakdaeng United FC | 2:5      | Trat FC                  |
| 6. Dezember 2020 um 15:00 Uhr  | Wat Bot City FC      | 3:4 n. V | Songkhla FC              |
| 6. Dezember 2020 um 15:00 Uhr  | Lampang FC           | 0:4      | Suphanburi FC            |
| 6. Dezember 2020 um 18:00 Uhr  | Dome FC              | 1:4      | Chiangmai FC             |
| 6. Dezember 2020 um 18:00 Uhr  | Muangthong United    | 2:1 n. V | BG Pathum United FC      |
| 6. Dezember 2020 um 18:00 Uhr  | Buriram United       | 4:0      | Police Tero FC           |
| 6. Dezember 2020 um 18:00 Uhr  | Port FC              | 6:3      | MOF Customs United FC    |
| 30. Dezember 2020 um 18:00 Uhr | Chiangrai United     | 1:0      | Sukhothai FC             |

### Achtelfinale
| Datum                        |                      | Ergebnis      |                      |
| ---------------------------- | -------------------- | ------------- | -------------------- |
| 3. Februar 2021 um 15:00 Uhr | Muangkan United FC   | 1:0           | Nongbua Pitchaya FC  |
| 3. Februar 2021 um 15:00 Uhr | Songkhla FC          | 1:2 n. V.     | Ratchaburi Mitr Phol |
| 3. Februar 2021 um 15:00 Uhr | Udon United FC       | 0:2           | Bangkok United       |
| 3. Februar 2021 um 15:00 Uhr | Muang Loei United FC | 2:5           | Chiangrai United     |
| 3. Februar 2021 um 18:00 Uhr | Trat FC              | 1:0           | Chiangmai FC         |
| 3. Februar 2021 um 18:00 Uhr | Port FC              | 0:0 8:9 n. E. | Buriram United       |
| 3. Februar 2021 um 19:00 Uhr | Chonburi FC          | 3:0           | Suphanburi FC        |
| 3. Februar 2021 um 19:00 Uhr | Muangthong United    | 1:0           | Samut Prakan City FC |

### Viertelfinale
| Datum                      |                  | Ergebnis |                      |
| -------------------------- | ---------------- | -------- | -------------------- |
| 3. April 2021 um 18:00 Uhr | Chiangrai United | 2:1      | Muangkan United FC   |
| 3. April 2021 um 18:00 Uhr | Buriram United   | 2:0      | Muangthong United    |
| 3. April 2021 um 19:00 Uhr | Bangkok United   | 2:1      | Ratchaburi Mitr Phol |
| 3. April 2021 um 19:00 Uhr | Chonburi FC      | 5:1      | Trat FC              |

### Halbfinale
| Datum                      |                | Ergebnis |                  |
| -------------------------- | -------------- | -------- | ---------------- |
| 7. April 2021 um 19:00 Uhr | Chonburi FC    | 2:1      | Buriram United   |
| 7. April 2021 um 19:00 Uhr | Bangkok United | 1:2      | Chiangrai United |

### Finale
| Datum                       |                  | Ergebnis              |             |
| --------------------------- | ---------------- | --------------------- | ----------- |
| 11. April 2021 um 18:00 Uhr | Chiangrai United | 1:1 n. V. (5:4 n. E.) | Chonburi FC |

#### Spielstatistik
| Paarung          | Chiangrai United – Chonburi FC |
| Ergebnis         | 1:1 n. V. (1:1, 1:1), 4:3 i. E |
| Datum            | 11. April 2021 um 18:00 Uhr |
| Stadion          | Thammasat Stadium, Pathum Thani |
| Zuschauer        | 0 |
| Schiedsrichter   | Chaireag Ngam-som |
| Tore             | 0:1 Chatmongkol Rueangthanarot (30.) 1:1 Siwakorn Tiatrakul (40.) Elfmeterschießen: 1:0 Akarawin Sawasdee 1:1 Kritsada Kaman 2:1 Phitiwat Sukjitthammakul Eliandro 3:1 Wasan Homsan 3:2 Worachit Kanitsribampen Shinnaphat Leeaoh 3:3 Phanuphong Phonsa 4:3 Chotipat Poomkeaw Kroekrit Thaweekarn                                                          |
| Chiangrai United | Saranon Anuin – Wasan Homsan, Tanasak Srisai (71. Chotipat Poomkeaw), Brinner, Shinnaphat Leeaoh – Phitiwat Sukjitthammakul, Cho Ji-hun (100. Gionata Verzura), Sanukran Thinjom (90. Somkid Chamnarnsilp) – Bill (102. Thirayu Banhan), Siwakorn Tiatrakul (71. Chotipat Poomkeaw), Chaiyawat Buran (45. Felipe Amorim) Cheftrainer: Masami Taki ( Japan) |
| Chonburi FC      | Chanin Sae-ear – Noppanon Kachaplayuk, Songchai Thongcham, Chatmongkol Rueangthanarot (102. Kroekrit Thaweekarn), Sampan Kesi (78. Phanuphong Phonsa), Renato Kelić – Kritsada Kaman, Worachit Kanitsribampen, Saharat Sontisawat, Channarong Promsrikaew (96. Settawut Wongsai) – Eliandro Cheftrainer: Sasom Pobprasert                                  |
| Gelbe Karten     | Wasan Homsan (70.), Felipe Amorim (72.) – Chatmongkol Rueangthanarot (49.), Eliandro (106.) |